# Větrný rozsah
Termín větrný rozsah se používá u většiny tzv. větrných sportů, tzn. sportů, u kterých je potřeba k jejich provozování vítr. Znamená to vlastně rozsah rychlosti větru, v němž se (například) dané zařízení dá použít.
Rychlost větru je pak udávána v různých jednotkách, např.:
- m/s (v Česku nejčastější)
- km/h
- mph, též M/h (míle za hodinu)
- uzle (angl.: knots)

Zejména námořní země pak používají pro určení rychlosti větru ještě tzv. Beaufortovu stupnici, která ve vnitrozemí nemá tak hojné použití a v Česku ji používají především jachtaři. 
Typickým příkladem použití termínu větrný rozsah jsou:
- paragliding – použití pro větrný rozsah 0 – 5 m/s[zdroj?]
- powerkiting – použití pro větrný rozsah 3 – 15 m/s[zdroj?]